# Андерсон, Кен (рестлер)
Ке́ннет А́ндерсон (англ. Kenneth Anderson, род. 6 марта 1976, Миннеаполис, Миннесота) — американский профессиональный рестлер и актёр.
Наиболее известен своей работой под именем Мистер Кеннеди (иногда Кен Кеннеди) в World Wrestling Entertainment (WWE) с 2005 по 2009 год, а также в Total Nonstop Action Wrestling (TNA), где он выступал под именем Мистер Андерсон с 2010 по 2016 год, и был двукратным чемпионом мира TNA в тяжелом весе, а также членом группировок «Бессмертные» и «Тузы и восьмерки».
До вступления в WWE, Андерсон выступал в независимых промоушенах, в которых выиграл множество титулов. В 2005 году подписал контракт с подразделением WWE Ohio Valley Wrestling (OVW).
В августе 2005 года состоялся его дебют в бренде SmackDown!. В сентябре 2006 года он завоевал свой первый титул в WWE — чемпиона Соединённых Штатов WWE, который удерживал месяц. В 2007 году Кеннеди стал победителем матча Money in the Bank на WrestleMania 23 который продержал всего 42 дня. Однако когда ему неправильно диагностировали травму, он проиграл свой чемодан Эджу. 29 мая 2009 года был уволен из WWE. С 2010 года дебютировал в TNA, где работал до 2016 года. В 2019 году Андерсон вновь вернулся в профессиональный рестлинг, когда работал в промоушене National Wrestling Alliance (NWA).
В 2016 году Андерсон вместе другими рестлерами Шоном Дайвари, Молли Холли, Арией Дайвари и Ариком Кэнноном помогли открыть ему школу рестлинга под названием Academy, которая расположена в городе Миннеаполис, штат Миннесота. Он также иногда работал актером и снялся в фильме от студии WWE, исполняя роль главного старшины Картера Холта в фильме "В тылу врага: Колумбия" (англ. Behind Enemy Lines: Colombia). Премьера фильма состоялась 6 января 2009 года.

## Любимые приемы
- Завершающие приемы

  - Green Bay Plunge[2] / Lambeau Leap[3] / The Plunge[4] (TNA)
  - Kenton Bomb[5] (Senton bomb) — 2005—2007, 2010 — н.в.
  - The Mic Check[6] (Leg hook reverse STO) — 2007 — н.в.

- Коронные приемы

  - Abdominal Stretch
  - Arm DDT
  - Arm Trap Swinging Neckbreaker
  - Belly To Back Suplex
  - Broski Boot
  - Dropkick
  - Facewash
  - Forward Russian legsweep
  - Front Slam
  - Feint Roundhouse Kick & Enzuiguri
  - Inverted superplex
  - Knee lift
  - Rolling fireman’s carry slam
  - Spinning Heel Kick

- Прозвища
  - «Kamikaze»[7]
  - «The Head Asshole in Charge»
  - «Mr. Money in the Bank» (WWE)

- Музыкальные темы
  - «Pour Some Sugar on Me» Def Leppard (Независимые федерации)[8]
  - «Turn Up the Trouble» Jim Johnston с Ted Nigro (WWE; 2005—2008)[8]
  - «Turn Up the Trouble (Remix)» Airbourne (WWE; 2008—2009)[9]
  - «Feedback» Dale Oliver (TNA; 2010 — н.в.)[10]

## Титулы и достижения
- All-Star Championship Wrestling
  - ACW Heavyweight Championship (3 раза)[11]
  - ACW Tag Team Championship (3 раза)[8] — с Майком Меркьюри
  - ACW Television Championship (1 раз)[8]

- Mid-American Wrestling
  - MAW Heavyweight Championship (1 раз)[12]

- NWA Midwest
  - NWA Midwest Heavyweight Championship (1 раз)[13]

- Nu-Wrestling Evolution
  - NWE World Heavyweight Championship (1 раз)[14]

- Pro Wrestling Illustrated
  - № 21 в списке 500 лучших рестлеров 2007 года[15]

- Total Nonstop Action Wrestling
  - Чемпион мира в тяжёлом весе TNA (2 раза)

- World Wrestling Entertainment
  - Чемпион Соединённых Штатов WWE (1 раз)[16]
  - Победитель Money in the Bank (2007)[17]

- Wrestling Observer Newsletter
  - Лучший образ (2005)

- Xtreme Intense Championship Wrestling
  - XICW Tag Team Championship (1 раз)[8] — с Джоуи Паджетом

- Другие титулы
  - UPCW Tag Team Championship (1 раз)[8] — с Биг Дэдди Локером